# Bakonyság
Bakonyság (hongrois : Bakonyság [ˈbɒkoɲʃaːɡ]) est une localité hongroise située dans le comitat de Veszprém.

## Nom et attributs

### Toponymie
Le nom Bakonyság provient d’un ancien mot hongrois signifiant « colline ».

## Site et localisation

### Topographie et hydrographie
Bakonyság se situe dans la région de Transdanubie centrale, à la jonction du massif du Bakony central et du Kisalföld, dans la partie nord du comitat de Veszprém, au pied septentrional du Bakony septentrional.

## Histoire
La première mention écrite de Bakonyság remonte à 1332. À cette époque, le village était habité par des nobles.
Au XVIIIe siècle, il devint la propriété de la famille Meszlényi.

## Population

### Minorités culturelles et religieuses
Lors du recensement de 2011, 51,9 % des habitants de Bakonyság se déclaraient hongrois, 7,7 % allemands et 1,9 % croates ; 42,3 % n'ont pas répondu à la question sur l'appartenance ethnique (les réponses multiples pouvant faire dépasser un total de 100 %).
Côté religieux, 44,2 % des habitants se déclaraient catholiques romains, 3,8 % sans appartenance religieuse, tandis que 51,9 % n'ont pas répondu.
En 2022, 75 % des habitants se sont identifiés comme hongrois, 13,5 % comme allemands, 1,9 % comme croates et 1,9 % comme appartenant à une autre nationalité non hongroise ; 11,5 % n'ont pas répondu. Du point de vue religieux, 34,6 % se déclaraient catholiques romains, 3,8 % évangéliques, 1,9 % réformés, 1,9 % chrétiens d'autres confessions, et 11,5 % sans religion ; 46,2 % n'ont pas répondu.

## Équipements

### Réseaux extra-urbains
Le village se trouve à environ 75 kilomètres de Veszprém, chef-lieu du comitat, et à environ 22 kilomètres de la ville la plus proche, Pápa. Sa localité voisine immédiate est Bakonyszentiván.
Bakonyság est un village en cul-de-sac, accessible uniquement par la route secondaire n°83 119, qui bifurque vers le nord depuis la route principale n°832 à la sortie sud de Bakonyszentiván. Cette route relie Pápa et la route n°83, en passant par Gic, à la route n° 82.
Le village est desservi par les lignes d'autobus interurbains de la compagnie Volánbusz.
Aucune ligne ferroviaire ne passe par Bakonyság. La gare la plus proche se trouve à environ 6 kilomètres, à Pápateszér (gare de Pápateszér), sur la ligne Tatabánya–Pápa, mais le trafic voyageurs y a été suspendu en 2007.

## Patrimoine local
Le principal édifice religieux de Bakonyság est l'église catholique romaine dédiée à saint Ladislas. Elle constitue un élément central de la vie spirituelle du village.
À proximité se trouve également la chapelle catholique de Kisdém, construite en 1763 dans un style baroque. Elle abrite une image votive datant de 1773. Ce lieu est aussi remarquable sur le plan historique : en 1841, Lajos Kossuth y célébra son mariage avec Terézia Meszlényi.

## Cultes
En 2001, la population de Bakonyság était majoritairement catholique romaine (environ 77,5 %), tandis qu'environ 8 % des habitants se déclaraient évangéliques et 4 % réformés. Environ 10,5 % ne se rattachaient à aucune confession ou n'ont pas répondu.
Sur le plan ecclésiastique, le village dépend de plusieurs communautés religieuses environnantes. L'église catholique locale est placée sous le patronage de saint Ladislas et relève de la paroisse de Pápateszér, au sein de l'archidiocèse de Veszprém. Le pèlerinage annuel s'y déroule le 27 juin.
La communauté réformée, bien que présente, ne constitue pas une paroisse autonome. Elle est rattachée à l'Église réformée de Pápa et est considérée comme une présence dispersée.
De même, la population luthérienne dépend de la paroisse de Bakonyszentlászló, dans le district ecclésiastique de Veszprém. Là encore, la communauté locale ne constitue pas une entité paroissiale à part entière, mais une implantation périphérique.